# Yokosuka K4Y
Yokosuka K4Y (hay Thủy phi cơ Huấn luyện Hải quân Kiểu 90) là một loại thủy phi cơ huấn luyện của Nhật Bản trong thập niên 1930. 211 chiếc K4Y được sử dụng trong giai đoạn 1933-1940.

## Quốc gia sử dụng
Nhật Bản
- Không lực Hải quân Đế quốc Nhật Bản

## Tính năng kỹ chiến thuật (thủy phi cơ K4Y1)
Dữ liệu lấy từ Japanese Aircraft, 1910-1941
Đặc tính tổng quan
- Kíp lái: 2
- Chiều dài: 9,05 m (29 ft 8 in)
- Sải cánh: 10,90 m (35 ft 9 in)
- Chiều cao: 3,51 m (11 ft 6 in)
- Diện tích cánh: 29,5 m2 (318 foot vuông)
- Trọng lượng rỗng: 740 kg (1.631 lb)
- Trọng lượng có tải: 990 kg (2.183 lb)
- Động cơ: 1 × Gasuden Jimpu 2 , 96 kW (129 hp)
- Cánh quạt: single blade

Hiệu suất bay
- Vận tốc cực đại: 163 km/h; 88 kn (101 mph)
- Vận tốc hành trình: 93 km/h; 50 kn (57,5 mph)
- Tầm bay: 315 km; 170 nmi (196 mi)
- Thời gian bay: 3½ giờ
- Trần bay: 3.460 m (11.352 ft)
- Thời gian lên độ cao: 3.000 m (9.843 ft) trong 29 phút 20 giây
- Tải trên cánh: 33,5 kg/m2 (6,9 lb/foot vuông)
- Công suất/khối lượng: 7,6 kg/hp; 16,7 lb/hp